# Fotino (patrício)
Fotino (em grego medieval: Φωτεινός; romaniz.: Photeinós) foi um oficial bizantino do século X, ativo durante o reinado dos imperadores Romano I (r. 920–944) e Constantino VII. Faleceu em um dos combates contra as forças invasores do cã Simeão I (r. 893–927) nas cercanias de Constantinopla.

## Vida

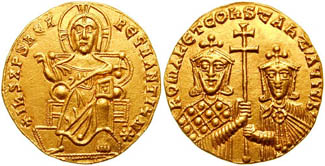
Soldo de r. e r.

Fotino era filho de Plátipo, indivíduo sobre quem nada se sabe e que talvez possa ser associado a Bardas Platípoda. Ele era patrício. Em 922, o cã Simeão I (r. 893–927) enviou contra Constantinopla um exército sob Menico e Caucano. Quando esse exército chegou em Manglaba, nas cercanias da capital, Lecapeno , que temia que os palácios imperiais em Pegas e no Bósforo fossem devastados, reuniu um exército sob vários oficiais seniores. Na quinta semana de Quaresma (primeira semana de abril), os búlgaros derrotaram esse exército, matando alguns oficiais bizantino e incendiando os palácios. Dentre as vítimas estava Fotino.